# Петрусевич, Инара
Инара Петрусевич (латыш. Ināra Petrusēviča; род. 17 ноября 1969 года, Даугавпилс, Латвийская ССР) — советский, датский и латвийский художник. Живёт и работает в Даугавпилсе. Член движения художников «Крастс». С 1997 года Инара Петрусевич сотрудничает с датской картинной галереей «Gl. Lejre». Входит в каталог лучших художников Латвии «Художники наших дней в коллекции Хансабанка».

## Биография
Родилась 17 ноября 1969 года в Даугавпилсе, училась в 12-й средней школе, в 1986 году окончила художественную школу, в 1987—1990 — подготовительные курсы при Академии художеств Латвии, в 2000—2003 годы проживала и работала в Дании. В настоящее время живёт в Крепости.

## Творческий путь
Участие в выставках с 1986 года.
Групповые:
- 1986—2000 Даугавпилс
- 1991—1994, 1997—1999 Рига
- 1992 Висбю,Финсборг (Швеция)
- 1997 Витебск (Беларусь), лауреат[4]
- 1998, 1999 Резекне
- 1998 Зарасай (Литва)
- 1998, 1999 Копенгаген
- 1999 Дусетос (Литва)
- 1999 Ангерс (Франция), Оденсе, Роквул, Хернинг (Дания), Рыбниц-Дамгартен (Германия)

Персональные:
- 1991, 1992, 2005[5] Рига
- 1996, 1997, 2009 Даугавпилс[6][7]
- 1997, 1999, 2002 Галерея Лейре (Дания)
- 2004 Витебск[8]
- 2010 Вильнюс[9][10]
- 2017, Даугавпилс, Арт-центр имени Марка Ротко[11].

## Работы
- Странные люди, 1996
- Парк, 1997
- Снежинка, 1998
- Дом на улице Авиации, 2005[12]
- Иллюстратор книги «Неслучайная встреча. Русский стих от Гавриила Державина до Дмитрия Быкова»[13]

## Оценка
«Художник Инара — девочка, девушка, женщина, дочь, мама, подруга, любимая, отвергнутая, желанная, разговорчивая и молчаливая… Легкие короткие светлые волосы, тонкая вытянутая фигурка — делают её похожей на одуванчик. Внутренний фонтан жизнелюбия и оптимизма вырывается наружу открытой и зажигательной улыбкой. И ещё — это постоянная и не проходящая влюбленность» — искусствовед Ольга Ходырева.